# アーサール・シェヴケド級装甲艦
| アーサール･シェヴケド級装甲艦        | アーサール･シェヴケド級装甲艦 |
| ------------------------------------ | --- |
| 竣工当時の「アーサール・シェヴケド」 | |
| 艦級概観                             | |
| 艦種                                 | 装甲艦 |
| 艦名                                 | |
| 前級                                 | アサル・テヴフィク |
| 次級                                 | アヴニッラー級 |
| 性能諸元                             | |
| 排水量                               | 常備：2,047トン |
| 全長                                 | 62.0m |
| 全幅                                 | 12.98m |
| 吃水                                 | 5.0m |
| 機関                                 | 形式不明石炭専焼角缶4基 +レシプロ機関1基1軸推進 |
| 最大 出力                            | 1,750hp |
| 最大 速力                            | 12.0ノット（機関航行のみ） |
| 航続 距離                            | -ノット/-海里 |
| 燃料                                 | 300トン（石炭） |
| 乗員                                 | 170名 |
| 兵装                                 | 1849年型 22.9cm（13.9口径）単装砲1基 1858年型 17.8cm（15.9口径）単装砲4基 （1891年：1849年型 22.9cm（13.9口径）単装砲1基 1858年型 17.8cm（15.9口径）単装砲4基 1859年型 8.7ｃm（24口径）単装砲2基 1862年型 6.4cm（-口径）単装砲2基 オチキス 3.7cm（23口径）5連装回転式機砲2基） |
| 装甲 （鉄製）                        | 舷側：114～152mm バーベット：114mm 砲郭：114mm 司令塔：-mm |

アーサール･シェヴケド級装甲艦 (Assari Shevket class Ironclad, トルコ語: Âsâr-ı Şevket) はオスマン帝国海軍の舷側砲門装甲艦 (装甲コルベット, Zırhlı korvet)の艦級である。

## 概要
本級はオスマン帝国海軍が自国の沿岸防衛のためにフランスのラ・セーヌ造船所に発注した装甲艦である。

## 艦形と武装

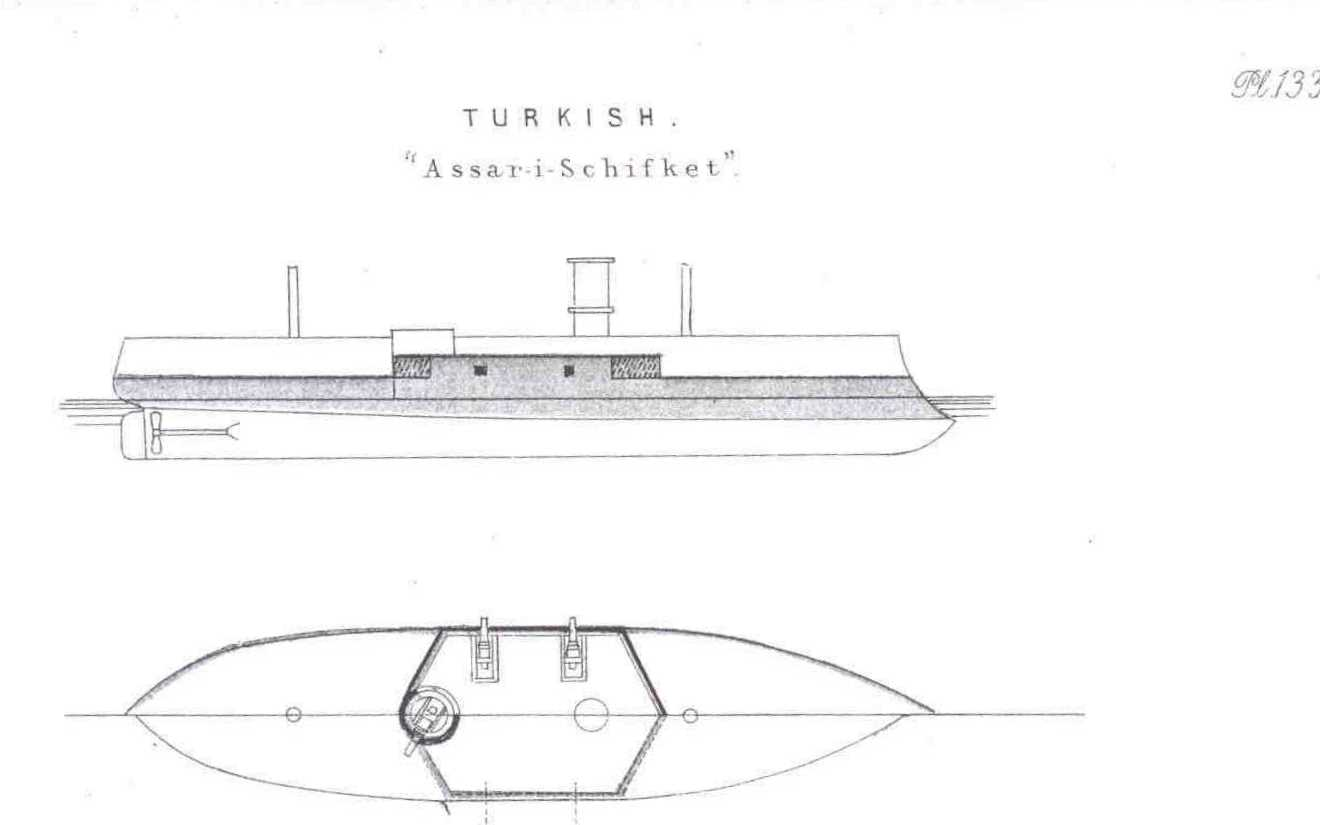
本級の武装・装甲配置を示した図。

本級の船体形状は当時、フランス海軍が主力艦から軽艦艇に至るまで主に導入していたタンブル・ホーム型船体である。これは、水線部から上の構造を複雑な曲線を用いて引き絞り、船体重量を軽減できる船体方式で、他国では帝政ロシア海軍やドイツ海軍、アメリカ海軍の前弩級戦艦や巡洋艦にも採用された。外見上の特徴として水線下部の艦首・艦尾は著しく突出し、かつ舷側甲板よりも水線部装甲の部分が突出すると言った特徴的な形状をしている。このため、水線下から甲板に上るに従って船体は引き絞られ甲板面積は小さくなっている。これは、備砲の射界を船体で狭められずに広い射界を得られる船体形状であった。水線面にチーク材の上に152mmの鉄製の装甲が張られ、末端部は114mm装甲が張られた。船体中央部に箱型の構造物が設けられて後述する武装が搭載された。

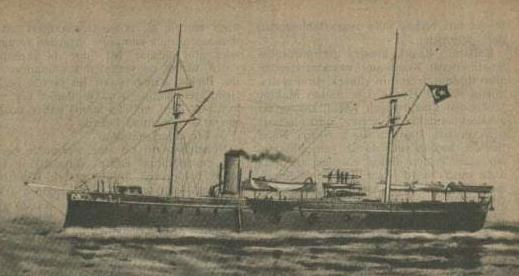
ネジミ･シェヴケドを描いた絵画。

船体の基本形状は列強の装甲艦と同じく艦首水面下に衝角をもつ平甲板型船体に2本のマストの間に1本煙突を持つ当時の一般的な装甲艦の形態である。艦尾甲板上には主砲のイギリスのアームストロング社製「22.9cm（13.9口径）アームストロング砲」を単装砲架で基部を装甲で覆われたバーベット上に1基を配置した。舷側の砲門部には副砲の17.8cm単装砲を単装砲架で片舷2基ずつ計4基を配置した。水線面と砲門部には厚さ152mm装甲を、機関区と弾薬庫を守るボックス･シタデルには120mmの装甲板を舷側に貼っていた。
1890年代に近代化改装を受けた折に近接戦闘用に「1859年型 8.7cm（24口径）単装砲」2基、「1862年型 6.4cm（-口径）単装砲」を2基、オチキス 3.7cm（23口径）5連装回転式機砲2基を甲板上に配置していた。

## 同型艦
アーサール･シェヴケド (Âsâr-ı Şevket) (神の作品)
1867年にラ･セーヌ造船所にて起工、1868年進水、1869年竣工。1891 - 1892年12月にトルコで近代化改装。1910年に除籍後、解体処分。
ネジミ･シェヴケド (Necm-i Şevket) (神の星)
1867年にラ･セーヌ造船所にて起工、1868年進水、1869年竣工。1891 - 1892年12月にトルコで近代化改装。1913年にハルクとなり、1929年に解体処分。

## 参考図書
- 「Conway All The World's Fightingships 1860-1905」（Conway）
- 「世界史リブレット　小松香織著　オスマン帝国の近代と海軍」（山川出版社）2004年2月出版
- 「山川歴史モノグラフ　小松香織著　オスマン帝国の海運と海軍」（山川出版社）2002年11月出版